# Saison 1968-1969 de la Jeunesse sportive de Kabylie
Maillots
Chronologie
Saison précédente Saison suivante
Cet article traite de la saison 1968-1969 de la Jeunesse sportive de Kabylie. Les matchs se déroulent essentiellement en National II, mais aussi en Coupe d'Algérie.
Il s'agit de sa septième saison depuis l'indépendance de l'Algérie, soit sa dix-septième saison sportive si l'on prend en compte les dix précédentes qui eurent lieu durant l'époque coloniale.

## Contexte historique et footballistique

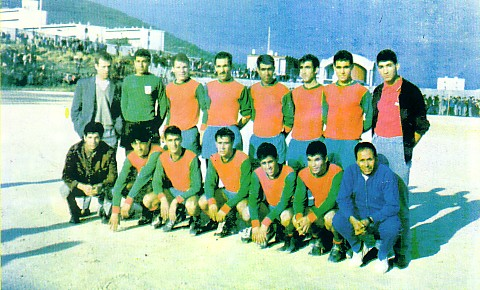
Équipe de la JSK qui accéda en National II, la photo fut prise le 12 mai 1968, lors du dernier match de championnat de la Division Honneur Centre contre le Hydra AC gagné 4-0

## Championnat d'Algérie de National II 1968-1969

### Phase aller de la Nationale II
La première journée de ce championnat débute le 15 septembre 1968, pour la JS Kabylie comme pour tous les clubs de la National II ainsi que ceux de la National I dont les journées de matchs ont lieu le même jour.
| Dates             | Journées    | Adversaires    | Lieux des rencontres                       | Scores | Buts JSK       | Références           |
| ----------------- | ----------- | -------------- | ------------------------------------------ | ------ | -------------- | -------------------- |
| 15 septembre 1968 | 1re journée | SCM Oran       | Stade Oukil Ramdane (Tizi Ouzou)           | 1-0    | Derridj 30e    | [ Rapport match 1 ]  |
| 22 septembre 1968 | 2e journée  | MO Constantine | Stade Mohamed-Hamlaoui (Constantine)       | 2-1    | ??             | [ Rapport match 2 ]  |
| 29 septembre 1968 | 3e journée  | USM Khenchela  | Stade Hamem Amar (Khenchela)               | 3-1    | Sur tapis vert | [ Rapport match 3 ]  |
| 6 octobre 1968    | 4e journée  | MSP Batna      | Stade Oukil Ramdane (Tizi Ouzou)           | 2-2    | ?? , ??        | [ Rapport match 4 ]  |
| 13 octobre 1968   | 5e journée  | USM Alger      | Stade Omar Hamadi (Alger)                  | 0-1    | El Kolli ??    | [ Rapport match 5 ]  |
| 20 octobre 1968   | 6e journée  | USM Blida      | Stade Oukil Ramdane (Tizi Ouzou)           | 3-1    | ?? , ?? , ??   | [ Rapport match 6 ]  |
| 27 octobre 1968   | 7e journée  | JSM Skikda     | Stade du 20 août 1955 (Skikda)             | 1-1    | ??             | [ Rapport match 7 ]  |
| 12 janvier 1969   | 8e journée  | JSM Tiaret     | Stade Oukil Ramdane (Tizi Ouzou)           | 2-0    | ?? , ??        | [ Rapport match 8 ]  |
| 24 novembre 1968  | 9e journée  | ES Mostaganem  | Stade Bensaïd Mohamed (Mostaganem)         | 1-1    | Derridj 9e     | [ Rapport match 9 ]  |
| 1er décembre 1968 | 10e journée | AS Ain M'lila  | Stade des frères Demane Debih (Aïn M'lila) | 0-2    | ?? , ??        | [ Rapport match 10 ] |
| 6 décembre 1968   | 11e journée | CR Temouchent  | Stade Oukil Ramdane (Tizi Ouzou)           | 2-0    | Ouhabi 8e 70e  | [ Rapport match 11 ] |

### Classement à la trêve hivernale
À l'issue de la première partie de saison, le MSP Batna est leader de National II, la JS Kabylie quant à elle la suit de près et est bien revenu après un début de championnat calamiteux.
En revanche dans le bas du tableau cela semble déjà compliqué pour l'AS Ain M'lila qui occupe la dernière place derrière le SCM Oran et l'USM Khenchela qui sont tous les trois relégables à la trêve.
Le classement est établi sur le barème de points suivant : victoire à 3 points, match nul à 2 et défaite à 1 point.
| Rang | Équipe         | Pts | J  | G | N | P | Bp | Bc | Diff |
| ---- | -------------- | --- | -- | - | - | - | -- | -- | ---- |
| 1    | MSP Batna      | 26  | 11 | 5 | 5 | 1 | 18 | 11 | +7   |
| 2    | JS Kabylie     | 26  | 11 | 6 | 3 | 2 | 16 | 11 | +5   |
| 3    | MO Constantine | 24  | 11 | 4 | 5 | 2 | 14 | 13 | +1   |
| 4    | JSM Tiaret     | 23  | 10 | 6 | 1 | 3 | 17 | 8  | +9   |
| 5    | JSM Skikda     | 23  | 11 | 4 | 4 | 3 | 9  | 8  | +1   |
| 6    | USM Alger      | 22  | 10 | 5 | 2 | 3 | 18 | 13 | +5   |
| 7    | CR Temouchent  | 21  | 11 | 4 | 2 | 5 | 10 | 16 | -6   |
| 8    | ES Mostaganem  | 20  | 11 | 4 | 2 | 5 | 11 | 16 | -5   |
| 9    | SCM Oran       | 20  | 11 | 3 | 3 | 5 | 16 | 17 | -1   |
| 10   | USM Khenchela  | 20  | 11 | 3 | 3 | 5 | 13 | 17 | -4   |
| 11   | USM Blida      | 18  | 11 | 2 | 3 | 6 | 10 | 17 | -7   |
| 12   | AS Ain M'lila  | 16  | 11 | 1 | 3 | 7 | 12 | 20 | -8   |

- Champion de National II

- Vice-Champion de National II

- Relégué

### Phase retour de la Nationale II
La douzième journée, soit la première journée de la phase retour de ce championnat débute le 19 janvier 1969.
| Dates           | Journées    | Adversaires    | Lieux des rencontres                 | Scores | Buts JSK          | Références           |
| --------------- | ----------- | -------------- | ------------------------------------ | ------ | ----------------- | -------------------- |
| 19 janvier 1969 | 12e journée | SCM Oran       | Stade Lahouari Benahmed (Oran)       | 0-0    | -                 | [ Rapport match 12 ] |
| 16 février 1969 | 13e journée | MO Constantine | Stade Oukil Ramdane (Tizi Ouzou)     | 3-0    | ?? , ?? , ??      | [ Rapport match 13 ] |
| 2 mars 1969     | 14e journée | USM Khenchela  | Stade Oukil Ramdane (Tizi Ouzou)     | 2-0    | Derridj et        | [ Rapport match 14 ] |
| 16 mars 1969    | 15e journée | MSP Batna      | Stade du 1er novembre 1954 (Batna)   | 0-2    | ?? , ??           | [ Rapport match 15 ] |
| 23 mars 1969    | 16e journée | USM Alger      | Stade Oukil Ramdane (Tizi Ouzou)     | 2-2    | Kouffi , Derridj  | [ Rapport match 16 ] |
| 4 mai 1969      | 17e journée | USM Blida      | Stade Zouraghi (Blida)               | 1-1    | El Kolli          | [ Rapport match 17 ] |
| 18 mai 1969     | 18e journée | JSM Skikda     | Stade Oukil Ramdane (Tizi Ouzou)     | 4-2    | ?? , ?? , ?? , ?? | [ Rapport match 18 ] |
| 28 mai 1969     | 19e journée | JSM Tiaret     | Stade Ahmed Kaïd (Tiaret)            | 1-1    | Seddik 19e (csc)  | [ Rapport match 19 ] |
| 1er juin 1969   | 20e journée | ES Mostaganem  | Stade Oukil Ramdane (Tizi Ouzou)     | 3-0    | ?? , ?? , ??      | [ Rapport match 20 ] |
| 15 juin 1969    | 21e journée | AS Ain M'lila  | Stade Oukil Ramdane (Tizi Ouzou)     | 5-1    | Kouffi , et , ??  | [ Rapport match 21 ] |
| 22 juin 1969    | 22e journée | CR Temouchent  | Stade Mbarek Boucif (Aïn Témouchent) | 2-0    | -                 | [ Rapport match 22 ] |

### Classement final
À l'issue de la saison, la JS Kabylie est sacrée championne de National II et accède en National I alors qu'elle était promue cette saison. Elle remporte ainsi son deuxième titre d'affilée à la suite de son sacre l'an passé en Division Honneur, groupe centre. L'USM Alger qui termine deuxième du classement l'accompagne en division supérieure.
L'AS Ain M'lila, l'ES Mostaganem et le CR Temouchent sont en revanche relégués en Division Honneur.
Après donc vingt-deux journées disputées en National II, lee classement final pour cette saison est le suivant:
| Rang | Équipe         | Pts | J  | G  | N  | P  | Bp | Bc | Diff |
| ---- | -------------- | --- | -- | -- | -- | -- | -- | -- | ---- |
| 1    | JS Kabylie     | 53  | 22 | 12 | 7  | 3  | 39 | 19 | +20  |
| 2    | USM Alger      | 51  | 22 | 11 | 7  | 4  | 44 | 26 | +18  |
| 3    | JSM Tiaret     | 46  | 22 | 10 | 5  | 7  | 30 | 22 | +8   |
| 4    | MO Constantine | 46  | 22 | 7  | 10 | 5  | 27 | 26 | +1   |
| 5    | JSM Skikda     | 43  | 22 | 7  | 7  | 8  | 19 | 22 | -3   |
| 6    | SCM Oran       | 42  | 22 | 8  | 4  | 10 | 27 | 24 | +3   |
| 7    | USM Khenchela  | 42  | 22 | 6  | 8  | 10 | 26 | 29 | -3   |
| 8    | MSP Batna      | 41  | 22 | 5  | 9  | 8  | 22 | 25 | -3   |
| 9    | USM Blida      | 41  | 22 | 7  | 6  | 9  | 22 | 30 | -8   |
| 10   | CR Temouchent  | 41  | 22 | 5  | 9  | 8  | 19 | 27 | -8   |
| 11   | ES Mostaganem  | 41  | 22 | 6  | 7  | 9  | 24 | 35 | -11  |
| 12   | AS Ain M'lila  | 39  | 22 | 6  | 5  | 11 | 19 | 32 | -13  |

- Champion de National II

- Vice-Champion de National II

- Relégué

## Coupe d'Algérie 1968-1969
La JS Kabylie comme pour tous les clubs de la National II fait son entrée dans la compétition au stade du quatrième et dernier tour régional, face au club de l'ES Casbah. Les clubs de National I quant à eux prendront part à la compétition à partir des trente-deuxième de finale.
| Dates            | Tours             | Adversaires | Lieux des rencontres                | Scores | Buts JSK      | Références           |
| ---------------- | ----------------- | ----------- | ----------------------------------- | ------ | ------------- | -------------------- |
| 15 décembre 1968 | 4e tour régionale | ES Casbah   | Stade Municipal des Issers (Issers) | 3-1    | ?? , ?? , ??  | [ Rapport match 23 ] |
| 5 janvier 1969   | 1/32e de finale   | SCM Blida   | Stade de Rouïba (Rouïba)            | 1-0    | ?? 88e (pen.) | [ Rapport match 24 ] |
| 2 février 1969   | 1/16e de finale   | ES Guelma   | ??                                  | 1-0    | -             | [ Rapport match 25 ] |

Cette saison la JS Kabylie réalise sa meilleure performance dans la compétition en atteignant pour la première fois de son histoire le stade des seizièmes de finale après avoir battu lors des deux précédents tours l'ES Casbah et le SCM Blida. Néanmoins son parcours s'achèvera au tour suivant face à l'ES Guelma par la plus petite des marges, un but à zéro.

## Buteurs
| Joueurs        | Championnat | Coupe d'Algérie | Total |
| -------------- | ----------- | --------------- | ----- |
| Arezki Kouffi  | 19          | 0               | 19    |
| Mourad Derridj | 19          | 0               | 19    |
| Ouhabi         | 2           | 0               | 2     |
| El Kolli       | 2           | 0               | 2     |
|                |             |                 |       |
| Total          | 42          | 0               | 42    |

## Voir également
- Jeunesse sportive de Kabylie